# Meridià 46 a l'oest
El meridià 46 a l'oest de Greenwich és una línia de longitud que s'estén des del pol Nord travessant l'oceà Àrtic, Groenlàndia, Amèrica del Sud, l'oceà Atlàntic, l'oceà Antàrtic, i l'Antàrtida fins al pol Sud.
El meridià 46 a l'oest forma un cercle màxim amb el meridià 134 a l'est. Com tots els altres meridians, la seva longitud correspon a una semicircumferència terrestre, uns 20.003,932 km. Al nivell de l'Equador, és a una distància del meridià de Greenwich de 5.121 km.

## De Pol a Pol
Començant en el pol Nord i dirigint-se cap al pol Sud, aquest meridià travessa:
| Coordenades                             | País, territori o mar | Notes |
| --------------------------------------- | --------------------- | --- |
| 90° 0′ N, 46° 0′ O / 90.000°N,46.000°O  | Oceà Àrtic            | |
| 83° 41′ N, 46° 0′ O / 83.683°N,46.000°O | Mar de Lincoln        | |
| 83° 6′ N, 46° 0′ O / 83.100°N,46.000°O  | Groenlàndia           | Illa Sverdrup |
| 82° 51′ N, 46° 0′ O / 82.850°N,46.000°O | Mar de Lincoln        | |
| 82° 38′ N, 46° 0′ O / 82.633°N,46.000°O | Groenlàndia           | Terra de Nares |
| 82° 15′ N, 46° 0′ O / 82.250°N,46.000°O | Fiord Victòria        | |
| 81° 59′ N, 46° 0′ O / 81.983°N,46.000°O | Groenlàndia           | |
| 1° 7′ S, 46° 0′ O / 1.117°S,46.000°O    | Brasil                | Maranhão estat de Tocantins — des de 10° 18′ S, 46° 0′ O / 10.300°S,46.000°O estat de Bahia — des de 10° 32′ S, 46° 0′ O / 10.533°S,46.000°O estat de Goiás — des de 14° 18′ S, 46° 0′ O / 14.300°S,46.000°O Bahia — per uns 16 km des de 14° 48′ S, 46° 0′ O / 14.800°S,46.000°O Minas Gerais — per uns 9 km des de 14° 57′ S, 46° 0′ O / 14.950°S,46.000°O Bahia — per uns 9 km des de 15° 2′ S, 46° 0′ O / 15.033°S,46.000°O Minas Gerais — des de 15° 12′ S, 46° 0′ O / 15.200°S,46.000°O São Paulo — des de 22° 52′ S, 46° 0′ O / 22.867°S,46.000°O, passa a l'oest de São José dos Campos a 23° 11′ S, 45° 52′ O / 23.183°S,45.867°O |
| 23° 48′ S, 46° 0′ O / 23.800°S,46.000°O | Oceà Atlàntic         | |
| 60° 0′ S, 46° 0′ O / 60.000°S,46.000°O  | Oceà Antàrtic         | |
| 60° 34′ S, 46° 0′ O / 60.567°S,46.000°O | Illes Òrcades del Sud | Illa Coronació — reclamat per Argentina (Terra del Foc, Antàrtida i Illes de l'Atlàntic Sud) i Regne Unit (Territori Antàrtic Britànic) |
| 60° 38′ S, 46° 0′ O / 60.633°S,46.000°O | Oceà Antàrtic         | |
| 77° 56′ S, 46° 0′ O / 77.933°S,46.000°O | Antàrtida             | Antàrtida Argentina, reclamat per Argentina · Territori Antàrtic Britànic, reclamat per Regne Unit |